# Grb Španjolske
Grb Španjolske današnji izgled je dobio stupanjem na snagu Zakona o grbu od 5. listopada 1981.
Španjolski grb sastoji se od šest grbova:
- prva četvrtina predstavlja Kastiliju;
- druga četvrtina predstavlja León;
- treća četvrtina predstavlja Aragon;
- četvrta četvrtina predstavlja Navaru
- pri dnu, cvijet šipka sa zelenim listovima, koji predstvljaju Granadu;
- iznad svega, u sredini grba, nalazi se elipsa crvenog ruba, u kojoj se nalaze tri zlatna tzv. francuska ljiljana (francuski fleurs-de-lys) na plavoj podlozi koji predstavljaju vladajuću dinastiju Bourbon.

S obje strane grba su Heraklovi stupovi. Stupovi, s bazom i kapitelom zlatne boje, počivaju na plavim valovima. Stupovi predstavljaju Gibraltarski tjesnac. Na desnom stupu nalazi se kraljevska, a na lijevom imperijalna kruna. Stupovi su obavijeni crvenom vrpcom na kojoj je zlatim slovima ispisani PLVS na lijevoj i ULTRA na desnoj strani. Fraza plus ultra (latinski još dalje) odnosi se na nekadašnje španjolske kolonije u Americi. Naime, do putovanja Kolumba geslo je glasilo ne plus ultra (ništa više dalje), a Gibraltarski tjesnac je označavao granicu dotada pozntog svijeta. Simbol stupova prvi je koristio Karlo I. (poznatiji kao Karlo V., car Svetog Rimskog Carstva), što objašnjava prisutnost imperijalne krune u grbu. Grb je okrunjen krunom koja predstavlja španjolsku kraljevsku krunu.
Kralj ima svoj osobni grb.

## Povezane stranice
- Zastava Španjolske
- Marcha Real – španjolska himna